# Joseph Vaissette
Joseph Vaissette (Gaillac, diòcesi d'Albi, 1685 - París, abadia de Saint-Germain-des-Prés, 10 d'abril de 1756) fou un religiós benedictí de la Congregació de Sant Maur i notable historiador occità.
Fou procurador reial a l'Albigès. Va vestir els hàbits sota la regla de Sant Benet l'11 de juliol de 1711 a Tolosa. Era aficionat a les investigacions històriques i fou cridat a París el 1713 a l'abadia de Saint-Germain-des-Prés, per la redacció junt amb Claude Devic de la Histoire générale de Languedoc de la qual el primer volum fou publicat a París el 1730 i el segon el 1733. L'obra va tenir diversos gravadors entre els quals Charles-Nicolas Cochin. Anteriorment havia fet un petit escrit sobre l'origen de la monarquia francesa, que va tenir un cert èxit.
A la mort de dom Claude Devic el 1734, va seguir sol la tasca, i va publicar tres volums més. El 1749 es va publicar dividida en sis volums a París, amb un resum de la història del Llenguadoc. Les notes preses durant les seves recerques el van portar a publicar una Géographie Universelle, historique, ecclésiastique et civile que fou publicada el 1755 en 4 volums i en 12 volums.
Va morir l'any següent. Modernament la població de Gaillac li va dedicar una avinguda.

## Obres principals
- Claude de Vic, Joseph Vaissète, Alexandre Du Mège, Histoire générale de Languedoc: avec des notes et les pièces justificatives, J.B. Paya, 1841
- Dissertation sur l'origine des Français, 1722,
- Géographie historique, ecclésiastique et civile, 1755.